# フランチェスコ・ダ・ミラノ

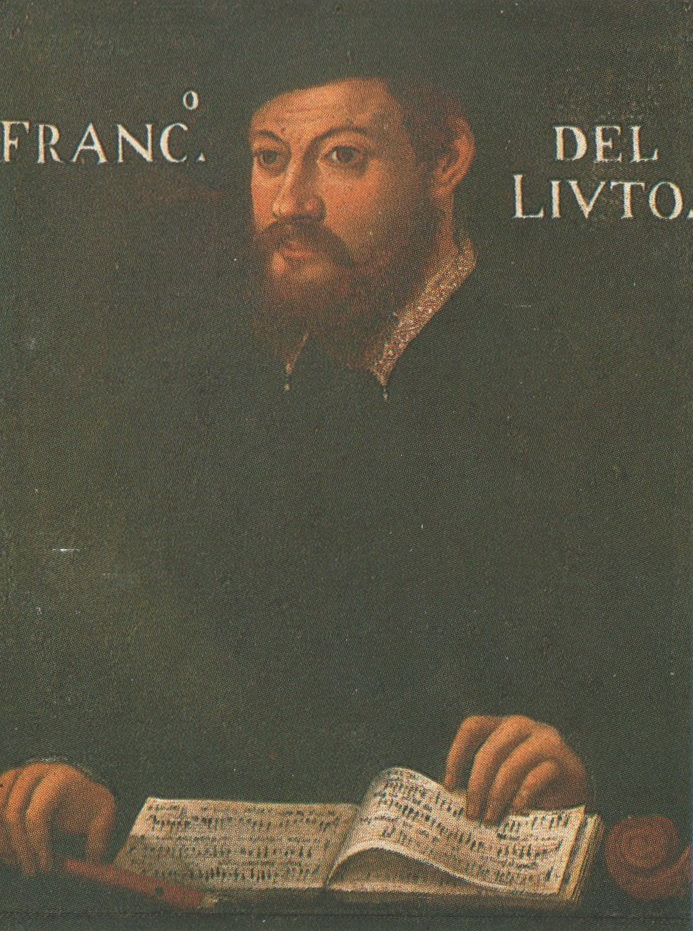
フランチェスコ・ダ・ミラノ

フランチェスコ（・カノーヴァ）・ダ・ミラノ（Francesco Canova da Milano, *1497年8月18日 - †1543年4月15日 ミラノ）は、イタリア・ルネサンス音楽の作曲家でリュート奏者。

## 生涯
ミラノ郊外のモンツァにて音楽家ベネデット・カノーヴァを父に生まれる。マントヴァのイザベラ・デステ公妃の宮廷でリュート奏者を務めるジョヴァンノ・テスタグロッサ（1470年 - 1530年）の薫陶を受け、音楽を学ぶ。1519年より教皇庁の宮廷楽師としてレオ10世に仕え、おそらくハドリアヌス6世やクレメンス7世の時代までそのままローマにとどまっていた。1520年代後半にイタリア北部に戻ると1528年にピアチェンツァで活動し、1530年にはミラノ大聖堂で教会オルガニストとして雇われる。だが1535年になると再びローマに上り、イッポーリト・デ・メディチ枢機卿のリュート奏者兼ガンバ奏者を務めるかたわら、教皇パウルス3世の孫オッターヴィオ・ファルネーゼの音楽教師として雇われた。1538年に教皇に同行して、カール5世とフランソワ1世のニース会談に臨んでいる。1543年に他界。息子に先立たれたベネデット・カノーヴァは、我が子フランチェスコのために、ミラノのサンタ・マリア・デッラ・スカラ教会に墓碑を建てた。

## 作品と評価
フランチェスコ・ダ・ミラノは、すでに生前から並び立つ者なきヴィルトゥオーソとして高い評価を得ており、ちょうどミケランジェロの場合のように、「神々しいフランチェスコ（ il Divino ）」と呼ばれていた。フランチェスコのパトロンで占星術師だったルーカス・グヮリーコ（Lucas Guarico）は、フランチェスコ・ダ・ミラノについて「あらゆる音楽家の中で最も重要で最も秀でた音楽家であり（……）、彼が奏でるのがリュートであろうとなかろうと、オルペウスやアポローンをも凌いでいるのです」と教皇パウルス3世にしたためている。
フランチェスコ・ダ・ミラノの作品は、1536年から1603年までイタリアのほかフランスやドイツ、スペイン、スイス、オランダで出版された、40点以上の別々のタブラチュアによって発見された。さらに25の別々の手稿譜も、同じように広く流布した。フランチェスコ・ダ・ミラノの作品は、ルネサンス・リュートのためのファンタジアという楽種と、リチェルカーレという楽式に、つねに関わり合っている。フランチェスコ・ダ・ミラノの作品は、こんにちリュートやギターの演奏を通じて親しまれている。

## 参考資料・外部リンク
- Francesco Da Milano, Fantasien und Ricercar, H. Ruhe,R. Evers, Moeck;
- Francesco Da Milano, Opere Complete per Liuto, R. Chiesa, Editioni Suvini Zerboni-Mailand
- フランチェスコ・ダ・ミラノ - クラシックギターの楽譜